# Macrozamia diplomera
Macrozamia diplomera är en kärlväxtart som först beskrevs av Ferdinand von Mueller, och fick sitt nu gällande namn av Lawrence Alexander Sidney Johnson. Macrozamia diplomera ingår i släktet Macrozamia och familjen Zamiaceae. IUCN kategoriserar arten globalt som livskraftig. Inga underarter finns listade i Catalogue of Life.